# Gaio Giunio Bubulco Bruto
Gaio Giunio Bubulco Bruto  (in latino Caius Iunius Bubulcus Brutus; fl. IV secolo a.C.) è stato un politico e generale romano.

## Biografia
Fu eletto console nel 317 a.C., con il collega Quinto Emilio Barbula. Durante il consolato Teano in Apulia ottenne un trattato di alleanza con Roma.
Fu eletto di nuovo console, per la seconda volta, nel 313 a.C. insieme al collega Lucio Papirio Cursore. I due consoli elessero Gaio Petelio Libone Visolo dittatore per la conduzione della campagna contro i Sanniti. Livio riporta che in alcuni annali da lui consultati, la presa di Nola sia da attribuire a Gaio Giunio e non al dittatore Petelio.
Fu eletto magister equitum nel 312 a.C., dal dittatore Gaio Sulpicio Longo, per quella che pareva una imminente campagna militare contro gli Etruschi.
Fu eletto di nuovo console, per la terza volta, nel 311 a.C., insieme al collega Quinto Emilio Barbula. Roma si trovava attaccata su due fronti, così mentre a Giunio toccò in sorte la spedizione contro i Sanniti, ad Emilio toccava quella contro gli Etruschi.
I romani, guidati da Giunio nel Sannio, dopo aver ripreso Cluvie, dove in precedenza era stata massacrata la guarnigione romana, riuscirono a sopraffare i Sanniti in uno scontro campale, dove erano stati attratti con l'inganno dai Sanniti.
(Tito Livio, Ab Urbe condita, IX, 31.)
Nel 302 a.C., durante il consolato di Marco Livio Denter e Marco Emilio Paolo, fu nominato dittatore, per far fronte agli Equi, che erano insorti per la costituzione della colonia romana ad Alba Fucens, nel loro territorio. I romani ebbero facilmente ragione degli Equi, ed il dittatore ottenne il trionfo a Roma.
Infine, quando ancora deteneva la carica di dittatore, inaugurò il Tempio della Salute sul colle del Quirinale.